# Wilhelm Wundt
Wilhelm Maximilian Wundt, nemški psiholog in filozof, * 16. avgust 1832, Neckarau pri Mannheimu, Prusija, † 31. avgust 1920, Großbothen pri Leipzigu, Nemčija.
Danes je poznan kot ena izmed ustanovnih oseb moderne psihologije. Široko je sprejet kot "oče eksperimentalne psihologije.  Leta 1879 je Wundt ustanovil enega izmed prvih formalnih laboratorijev za psihološke raziskave na Univerzi v Leipzigu. S tem je osnoval psihologijo kot ločeno znanost. Prav tako je leta 1881 ustvaril prvo znanstveno revijo za psihološke raziskave.

## Objavljena dela
Ameriški psiholog Edwin Boring (1960) je naštel preko 490 Wundtovih del, ki so povprečno dolga 110 strani. Wundt je v 68 letih objavil sedem del na leto, kar pomeni, da je najbrž najproduktivnejši znanstvenik vseh časov. Vse skupaj je objavil 53 735 strani.